# Урдома (река)
У́рдома — река в Тутаевском районе Ярославской области России. Длина реки — 37 км, площадь водосборного бассейна — 357 км². Средний расход воды — 2,72 м³/с. В систему Урдомы входит 39 рек, общая длина которых составляет 182 км.
Исток реки находится в болотистой местности восточнее дер. Скрылево. Впадает в Волгу в 2672 км от её устья по левому берегу.
По правому берегу, возле деревни Выползово, учреждён региональный ландшафтный памятник природы — «Парк дер. Выползово (усадебный парк Сабанеевых) и система искусственных прудов в пойме р. Урдомы».
Река протекает через посёлок Урдома, получивший от неё своё название в 1968 году.

## Притоки
(км от устья)
- 7,6 км: Чернуха (пр)
- 10 км: Ломинка (лв)
- 16 км: Свитлица (лв)
- 17 км: Костромка (пр)
- 20 км: Голышкинский (пр)

## Данные водного реестра
По данным государственного водного реестра России относится к Верхневолжскому бассейновому округу, водохозяйственный участок реки — Волга от Рыбинского гидроузла до города Кострома, без реки Кострома от истока до водомерного поста у деревни Исады, речной подбассейн реки — Волга ниже Рыбинского водохранилища до впадения Оки. Речной бассейн реки — (Верхняя) Волга до Куйбышевского водохранилища (без бассейна Оки).
Код объекта в государственном водном реестре — 08010300212110000010477.

## Галерея
- Устье. Урдома (слева) впадает в Волгу.
- Террасы в низовье реки.
- Урдома в районе деревни Помогалово.